# Norbert Rehrmann
Norbert Rehrmann (Kassel, 12 de agosto de 1951 - 4 de julio de 2010) fue un profesor de Filología Hispánica en la Universidad Técnica de Dresde. Se destacó por sus trabajos sobre América Latina.
Tras su estudio de filología hispánica, política y medios de comunicación en Göttingen y Salamanca, Rehrmann trabajó como investigador en la Universidad de Kassel y docente en la Universidad de Bremen. Desde 2001 hasta su muerte en 2010 fue profesor de Romanística en la Universidad Técnica de Dresde.
Contrario a las tendencias en su área, Norbert Rehrmann procuraba también publicar fuera de su círculo de especialistas.
Rehrmann publicó una biografía sobre Simón Bolívar en la que explica el desarrollo del culto de la personalidad en torno a ese personaje y sus consecuencias para la política venezolana desde el siglo XIX.

## Publicaciones
Entre sus publicaciones más destacadas se cuentan:
- Simón Bolívar: Die Lebensgeschichte des Mannes, der Lateinamerika befreite, Berlín: Klaus Wagenbach 2009, ISBN 978-3-8031-3630-5
- Norbert Rehrmann/Laura Ramírez Sáinz (eds.): Dos culturas en diálogo. Historia cultural de la naturaleza, la técnica y las ciencias naturales en España y América Latina, Madrid/Frankfurt a. Main: Iberoamericana/Vervuert 2007. ISBN 978-84-8489-303-5 (Iberoamericana), ISBN 978-3-86527-333-8 (Vervuert)
- Lateinamerikanische Geschichte - Kultur, Politik, Wirtschaft im Überblick, Reinbek bei Hamburg: Rowohlts Enzyklopädie, Dezember 2005, ISBN 3-499-55676-6
- El legado de Sefarad. Los judíos sefardíes en la historia y la literatura de América Latina, España, Portugal y Alemania. Con un prólogo de Juan Goytisolo. Salamanca: Amarú Ediciones 2003
- Das schwierige Erbe von Sefarad: Juden und Mauren in der spanischen Literatur und Geschichtsschreibung. Von der Romantik bis zur Mitte des 20. Jahrhunderts, Frankfurt: Vervuert 2002